# In My Dreams
Chansons représentant la Norvège au Concours Eurovision de la chanson
High
(2004) Alvedansen
(2006)
In My Dreams (en français Dans mes rêves) est la chanson représentant la Norvège au Concours Eurovision de la chanson 2005, à Kiev, en Ukraine. Elle est interprétée par le groupe Wig Wam.

## Melodi Grand Prix
Après qu'il participe à la finale norvégienne l'année précédente, NRK invite le groupe Wig Wam à soumettre une nouvelle chanson pour le Melodi Grand Prix 2005. Le guitariste du groupe, Trond Holter, écrit In My Dreams. NRK accepte la chanson. Lors de la finale au Oslo Spektrum le samedi 5 mars, Wig Wam est la huitième et dernière entrée sur scène et se qualifie dans le duo pour la victoire. Wig Wam remporte la compétition avec 75 667 voix, soit un peu plus de 11 000 voix de plus que I Am Rock'n'Roll, interprétée par Jorun Erdal.

## Eurovision

### Demi-finale
Après la finale norvégienne, Wig Wam est présenté comme un grand favori avant le Concours Eurovision de la Chanson 2005.
En raison de sa dernière place l'année précédente, la Norvège doit passer par les demi-finales le jeudi 19 mai 2005.  La chanson est la treizième de la soirée, suivant Let's Get Loud interprétée par Suntribe pour l'Estonie et précédant Let Me Try interprétée par Luminița Anghel & Sistem pour la Roumanie.
Le groupe est habillé de diverses manières en élasthanne gris pour la chanteuse ou portant un chapeau militaire notamment. Rendant hommage à la Révolution orange qui avait eu lieu l'année précédente dans le pays hôte, l'Ukraine, la chanteuse Glam a attaché un foulard orange à son pied de microphone.
La chanson obtient 164 points et finit sixième sur vingt-cinq participants. Elle fait partie des dix premières chansons pour la finale le samedi 21 mai.

#### Points attribués à la Norvège lors de la demi-finale
| 12 points                       | 10 points                               | 8 points           | 7 points                                                                    | 6 points                                  |
| ------------------------------- | --------------------------------------- | ------------------ | --------------------------------------------------------------------------- | ----------------------------------------- |
| - Danemark - Finlande - Islande | - Irlande                               | - Moldavie - Suède | - Bosnie-Herzégovine - Israël - Pologne - Roumanie - Royaume-Uni            | - Estonie - Lettonie - Lituanie - Ukraine |
| 5 points                        | 4 points                                | 3 points           | 2 points                                                                    | 1 point                                   |
| - Biélorussie - Suisse          | - Chypre - Grèce - Serbie-et-Monténégro | - Malte - Slovénie | - Albanie - Autriche - Belgique - Bulgarie - Macédoine - Pays-Bas - Turquie | - Portugal                                |

### Finale
In My Dreams fait partie des favorites. Elle est la première chanson metal au Concours Eurovision.
La chanson est la treizième de la soirée, suivant Let Me Try interprétée par Luminița Anghel & Sistem pour la Roumanie et précédant Rimi rimi ley interprétée par Gülseren pour la Turquie.
La chanson obtient 125 points et finit à la neuvième place sur vingt-quatre participants, ex aequo avec Talking to You interprétée par Jakob Sveistrup pour le Danemark.

#### Points attribués à la Norvège lors de la finale
| 12 points                        | 10 points                                  | 8 points                                                      | 7 points                         | 6 points                       |
| -------------------------------- | ------------------------------------------ | ------------------------------------------------------------- | -------------------------------- | ------------------------------ |
| - Danemark - Finlande - Islande  |                                            | - Estonie - Pologne - Suède                                   |                                  | - Lettonie - Ukraine           |
| 5 points                         | 4 points                                   | 3 points                                                      | 2 points                         | 1 point                        |
| - Lituanie - Malte - Royaume-Uni | - Biélorussie - Grèce - Irlande - Slovénie | - Belgique - Bosnie-Herzégovine - Chypre - Espagne - Moldavie | - Andorre - Serbie-et-Monténégro | - Bulgarie - Israël - Pays-Bas |

## Postérité
In my dreams est la meilleure vente en Norvège d'une chanson ayant représenté le pays depuis Mil etter mil interprétée par Jahn Teigen en 1978. Malgré son succès, un certain nombre de stations de radio refusent de diffuser In My Dreams, car elle ne répond pas à leurs genres.
Le single In My Dreams sort dans toute l'Europe après Melodi Grand Prix, puis dans trois nouvelles versions destinées à la Scandinavie, à la Finlande et à l'Autriche. Ceux-ci ont la chanson Out of Time comme face B, au lieu de Crazy Things.

## Classement des ventes
| Classement (2005) | Position |
| ----------------- | -------- |
| VG-lista          | 1        |
| Sverigetopplistan | 26       |